# Tepantzingo
Tepantzingo är en ort i Mexiko.   Den ligger i kommunen Ahuacatlán och delstaten Puebla, i den sydöstra delen av landet, 140 km öster om huvudstaden Mexico City. Tepantzingo ligger 1 538 meter över havet och antalet invånare är 122.
Terrängen runt Tepantzingo är kuperad åt nordväst, men åt sydost är den bergig. Runt Tepantzingo är det ganska tätbefolkat, med 160 invånare per kvadratkilometer. Närmaste större samhälle är Zacatlán, 9,9 km sydväst om Tepantzingo. I omgivningarna runt Tepantzingo växer i huvudsak blandskog.